# 扎西岗乡 (萨迦县)
扎西岗乡（藏語：བཀྲ་ཤིས་སྒང་），是中华人民共和国西藏自治区日喀则市萨迦县下辖的一个乡镇级行政单位。

## 行政区划
扎西岗乡下辖以下地区：
玉萨村、查玛村、扎西岗村、江堆村、查吾村、东嘎布村、次多村和达布仁村。